# 詹姆斯·芬德利
詹姆斯·芬德利（英語：James Findlay，1954年6月15日—2015年5月19日），澳大利亚男子游泳运动员，主攻蝶泳。他曾代表澳大利亚参加1970年英联邦运动会游泳比赛，获得一枚银牌和二枚铜牌。